# 주미겸
주미겸(朱彌鉗, ? ~ 1516년)은 중국 명나라의 황족으로 당왕(唐王) 주지지(朱芝址)의 아들이며 주우온의 부친이고 융무제의 현조부이다.

## 생애
생전 학행(學行)이 있었으며 효우(孝友)가 지극했다고 한다. 맏형인 주미제(朱彌鍗)가 당왕을 계승하자 주미겸은 문성왕(文城王)에 봉해졌으며 1523년 사망하니 시호는 문성공정왕(文城恭靖王)이었다. 문성왕은 아들 주우온이 이었다.
1525년 주미제가 후사를 남기지 못하고 죽자 가정제에 의해 주미겸의 아들인 주우온이 당왕을 계승하게 되었고, 주우온은 즉위하자 주미겸을 당공왕(唐恭王)으로 추시하였다.
남명의 2대 황제인 융무제는 그의 내손(來孫, 5대손)이며 주미겸은 융무제의 현조부이기도 하다. 융무제가 즉위하고 주미겸의 아들인 주우온까진 황제로 추존되었으나 주미겸 이상의 조상은 추존하지 않았다.

## 참고
- 朱彌鉗